# Государственная программа Российской Федерации
Государственная программа Российской Федерации — основной программный документ, непосредственно прописанный в федеральном бюджете Российской Федерации.
Представляет собой систему мероприятий и инструментов государственной политики, обеспечивающих в рамках реализации ключевых государственных функций достижение приоритетов и целей государственной политики в сфере социально-экономического развития и безопасности.
Государственные программы Российской Федерации являются документами стратегического планирования.
Документ разрабатывается в рамках планирования и программирования на федеральном уровне федеральными органами исполнительной власти для достижения приоритетов и целей социально-экономического развития и обеспечения национальной безопасности Российской Федерации, определённых в стратегии социально-экономического развития Российской Федерации, отраслевых документах стратегического планирования Российской Федерации, стратегии пространственного развития Российской Федерации и основных направлениях деятельности Правительства Российской Федерации.

## Перечень государственных программ
- Российская государственная программа развития вооружений на 2011—2020 годы
- Развитие здравоохранения
- Развитие образования на 2018—2025 г
- Развитие промышленности и повышение её конкурентоспособности
- Обеспечение доступным и комфортным жильём и коммунальными услугами граждан Российской Федерации
- Охрана окружающей среды на 2012—2020 годы
- Развитие транспортной системы
- Развитие сельского хозяйства и регулирование рынков сельскохозяйственной продукции, сырья и продовольствия на 2013—2020 годы
- Развитие физической культуры и спорта
- Развитие науки и технологий на 2013—2020 годы
- Содействие занятости населения
- Социальная поддержка граждан
- Доступная среда на 2011—2025 годы
- Развитие внешнеэкономической деятельности
- Развитие культуры и туризма на 2013—2020 годы
- Информационное общество (2011—2020 годы)
- Развитие фармацевтической и медицинской промышленности
- Развитие авиационной промышленности на 2013—2025 годы
- Управление государственными финансами и регулирование финансовых рынков
- Управление федеральным имуществом
- Экономическое развитие и инновационная экономика
- Развитие лесного хозяйства на 2013—2020 годы
- Энергоэффективность и развитие энергетики
- Воспроизводство и использование природных ресурсов
- Региональная политика и федеративные отношения
- Создание условий для эффективного и ответственного управления региональными и муниципальными финансами, повышения устойчивости бюджетов субъектов Российской Федерации
- Социально-экономическое развитие Дальнего Востока и Байкальского региона
- Социально-экономическое развитие Калининградской области до 2020 года
- Развитие рыбохозяйственного комплекса
- Развитие Северо-Кавказского федерального округа на период до 2025 года
- Социально-экономическое развитие Арктической зоны Российской Федерации на период до 2020 года
- Противодействие незаконному обороту наркотиков
- Защита населения и территорий от чрезвычайных ситуаций, обеспечение пожарной безопасности и безопасности людей на водных объектах
- Юстиция
- Обеспечение общественного порядка и противодействие преступности
- Развитие атомного энергопромышленного комплекса
- Внешнеполитическая деятельность
- Обеспечение государственной безопасности
- Развитие судостроения на 2013—2030 годы
- Космическая деятельность России на 2013—2020 годы
- Развитие электронной и радиоэлектронной промышленности на 2013—2025 годы
- Программа возвращения соотечественников в Россию